# Feldbacher Altar

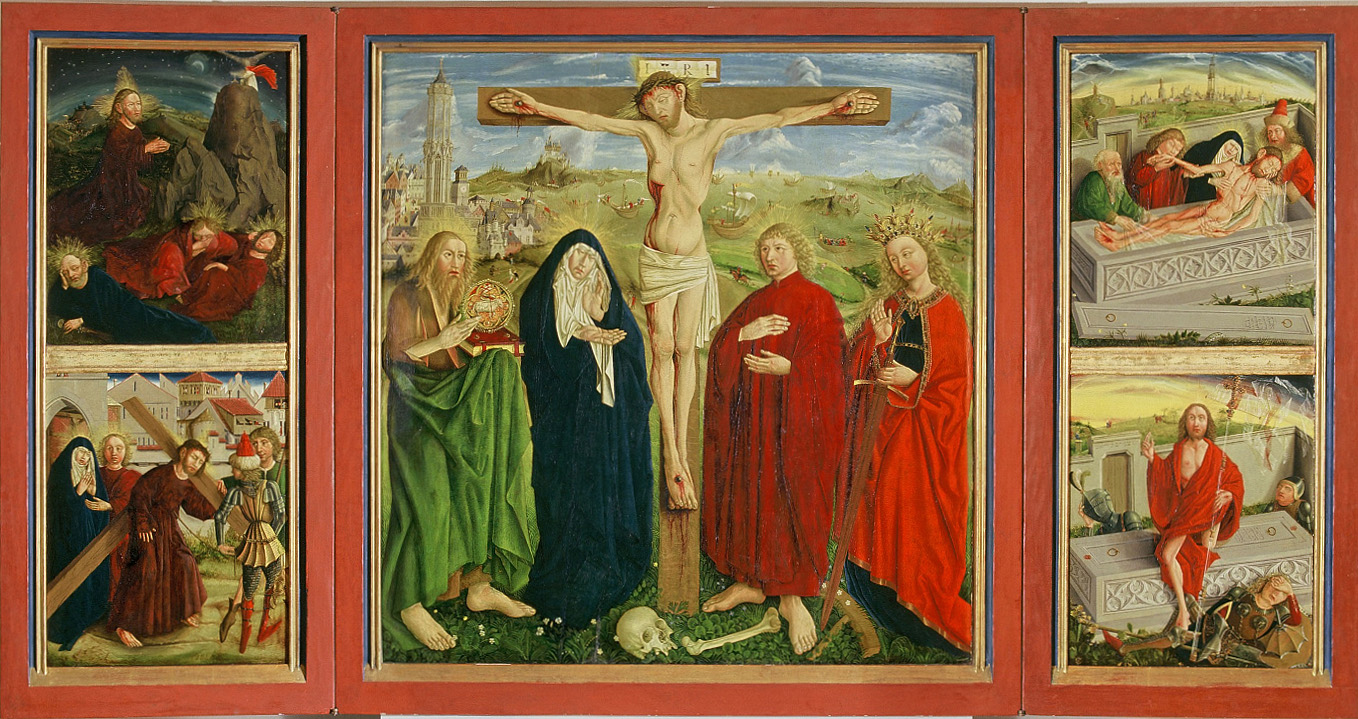
Feldbacher Altar

Der Feldbacher Altar, ein spätgotisches Passions-Retabel, wurde 1848 in einem Nebengebäude des Zisterzienserinnenklosters Feldbach bei Steckborn gefunden und trägt seither diesen Namen. Über den Altar ist nichts überliefert, man weiss nicht, ob er im Kloster stand oder erst später dorthin gelangt ist. Aufgrund stilistischer Merkmale wird er auf die Mitte des 15. Jahrhunderts datiert. Wegen des Landschaftshintergrunds gilt er als herausragendes Beispiel für eine zukunftsweisende Entwicklung der spätmittelalterlichen Tafelmalerei. Er ist im Historischen Museum Thurgau im Schloss Frauenfeld ausgestellt.

## Darstellungen

### Der geschlossene Altar
Auf dem geschlossenen Altar sind acht Heiligenfiguren abgebildet. Sie stehen auf einem Fliesenboden vor einem vormals goldenen Pressbrokatvorhang. Die Vergoldung ist durch Oxidation zerstört.
Auf der Aussenseite des linken Flügels sind oben die Heiligen Michael und Dionysius abgebildet. Gut lesbar ist eine Inschrift auf der Stola über dem prächtigen Gewand des heiligen Dionysius: Almechtiger Gott Herr Jesus Krist was libs Naruong uns geben ist, die ersten Zeilen eines um 1400 entstandenen weit verbreiteten Gedichts, das als volkssprachliche Version der Benedictio mensae diente: Allmächtiger Gott, Herr Jesu Christ, was Leibsnahrung uns geben ist, dy sey gesegnet und bereit von dir mit aller Seligkeit. Der heilige Michael trägt eine Ritterrüstung mit Engelsflügeln, was darauf hinweist, dass er einen Dämon oder Teufel besiegt hat.
Auf der Aussenseite des linken Flügels sind unten die heilige Maria Magdalena und Maria mit Kind zu sehen. Die Krone weist Maria als Himmelskönigin aus. Maria Magdalena ist nackt als Büsserin dargestellt. Die Haare verdecken die intimen Stellen. An ihren Füssen schwebt ein sichtbarer Engel. Weitere Engel an ihrem Oberkörper geben der Figur den Anschein, sie würde schweben. Von diesen Engeln sind heute aber nur noch die Hände zu sehen. Die Körper wurden bei früheren Restaurierungsarbeiten zerstört.
Auf der Aussenseite des rechten Flügels sind die heiligen Stephanus und Barbara gemalt. Diakon Stephanus trägt eine Dalmatik, in der Hand einen Stein und einen Palmzweig. 
Weiter ist die heilige Dorothea in einem roten golden gemusterten Kleid abgebildet. Mit der rechten Hand hebt sie die Stofffülle des weit ausladenden Kleides und hält mit derselben zugleich eine weisse Rose. Mit der anderen Hand führt sie ein Kind, das ein Körbchen mit Blumen trägt.
Als letzte Figur ist auf der Aussenseite die heilige Agnes abgebildet. Die dem römischen Adel entstammende Agnes weigerte sich zu heiraten, worauf sie das Martyrium erlitt. Nach ihrem Tod sei ihren Eltern ein Lamm erschienen, das als Hinweis auf ihren Namen (Agnus Dei (Lamm) – Agnes) verstanden und in Bezug gesetzt wird auf den Wunsch, mit Christus ein Verlöbnis einzugehen.

### Der offene Altar
Auf den Innentafeln wird von links nach rechts die Passion Christi bis zur Auferstehung erzählt. Man sieht eingebettet in die Umgebung einer Stadt die Ölbergszene, dann die Kreuztragung, in der Mitte die Kreuzigung mit Johannes dem Täufer, Maria, Johannes und der heiligen Katharina. Rechts spielen sich die Grablegung und die Auferstehung ab. 
Auffallend sind die Landschaftsdarstellungen im dramatischen Licht der einzigartig kolorierten Himmelsgewölbe, die zeitgenössische Stadtarchitektur auf den verschiedenen Tafeln und die grosse Diskrepanz zwischen filigraner Stadt- und Landschaftsdarstellung und der monumental vor das Landschaftspanorama positionierten Kreuzigungsgruppe. Der anonyme Meister des Feldbacher Altars bildet zwar keine klar zuzuordnende Landschaft ab, aber die Seelandschaft mit den Hügeln spielt auf den Bodensee an. 
Die Hafenstadt am See müsste das historische Jerusalem sein, das sich jedoch mit einer europäischen mittelalterlichen Architektur in einer mitteleuropäischen Landschaft präsentiert. Die Darstellung von Städten als Hintergrund oder Fensterausblick von sakralen Szenen hatte sich seit dem Beginn des 15. Jahrhunderts zunächst in der altniederländischen Ars nova etabliert und sich von dort aus verbreitet. Sie stellte den Bezug her zwischen dem heiligen Geschehen und dem lebensweltlichen Umfeld der Stifter aus Adel, Klerus und Bürgertum.

## Der Malprozess
Die Infrarot-Reflektografie der Mitteltafel zeigt, dass sich die Stadt in der Vorzeichnung ursprünglich bis unter den rechten Kreuzarm erstreckte: Dies gibt Aufschluss über den Malprozess, nicht nur von diesem Altar, sondern über Tafelbilder allgemein: Das genaue Bildprogramm stand keinesfalls von Anfang an fest, sondern es wurde in der Regel zusammen mit dem Auftraggeber entwickelt, der dem Maler genaue Vorgaben machte. Im Fall des Feldbacher Altars verlangte der Stifter also nicht nur nach einer Kreuzigungsszene, sondern er wird die Heiligen genau festgelegt haben. 
Während des Vorzeichnens kam der Auftraggeber immer wieder in die Werkstatt des Künstlers und forderte gegebenenfalls Änderungen. So könnte es etwa hier bei der Stadt gewesen sein. Diese erschien dem Stifter zu ausladend, also verkleinerte sie der Maler. Künstlerische Freiheiten hatte der Maler dennoch, wie an seiner individuellen Malweise ersichtlich.